# Castianeira buelowae
Castianeira buelowae là một loài nhện trong họ Corinnidae.
Loài này thuộc chi Castianeira. Castianeira buelowae được Cândido Firmino de Mello-Leitão miêu tả năm 1946.